# La Grève
La Grève, zu Deutsch Der Streik, ist ein Film des Regisseurs Ferdinand Zecca aus dem Jahr 1904.

## Handlung
Der Film gliedert sich in fünf Akte, die jeweils mit einem Zwischentitel angezeigt werden.
1. Refus d'arbitrage. Ablehnung des Schiedsspruches. Es kann keine Einigung erzielt werden.
2. Meurtre du patron. Die Ermordung des Direktors. Tumultartige Szenen am Eingang der Fabrik mit Tod des Fabrikdirektors.
3. Arrestation de la coupable. Verhaftung des Schuldigen. Verhaftung der Ehefrau des vermutlich Schuldigen.
4. Acquitement. Reprise du travail. Freispruch und Wiederaufnahme der Arbeit. Zeigt den Freispruch der Ehefrau.
5. L'Avenir. Die Zukunft. Zeigt in einer Apotheose einen Mann des Kapitals und einen Mann der Arbeit.

## Produktionsnotizen
Der Film war eine Pathé-Produktion und wird als erste Verfilmung von Emile Zolas Roman Germinal angesehen. Dieser Auffassung widerspricht aber, dass hier der Prozess im Mittelpunkt steht und die Arbeiter in einer Fabrik stattdessen in einem Bergwerk arbeiten. Ein Jahr später lieferte Zecca seine Germinal-Adaption mit Au Pays noir.
1904 war es noch nicht üblich Kamerafahrten einzusetzen, vielmehr filmte man einfach quasi nur ein Theaterstück ab. In "La Grève" setzte Zecca aber im zweiten Akt eine Kamerafahrt als Filmsprache ein. Die Kamera ist zu Beginn des Tumults noch starr, nach den Schüssen und den Toten, wabert die Menge der Streikenden einmal nach rechts und dann nach links und die Kamera folgt der Menge, was die Bewegung verstärkt und für Dynamik sorgt.